# Dold samäganderätt
Dold samäganderätt är ett i Sverige rättsligt fenomen, varigenom två sambor eller makar blir gemensamma ägare till viss egendom. Detta trots att något uttalat ägarförhållande inte var överenskommet, och trots att endera maken eller sambon stod för i princip hela kostnaden. Principen om dold samäganderätt har utvecklats av Högsta domstolen, och tar avstamp i lagen om samäganderätt. I korthet innebär den äganderätten till både fast egendom (fastigheter och fastighetstillbehör) och lös egendom (bilar, möbler, sommarstugor) kan tillfalla någon annan än den som förvärvade egendomen.
Förutsättningarna för att dold samäganderätt ska uppstå är i huvudsak följande punkter. 
1. Egendomen förvärvats i en makes/sambos namn (den öppna ägaren) för parets gemensamma bruk
2. Den andra maken/sambon (den dolda ägaren) ska genom ett ekonomiskt bidrag, vid förvärvet, möjliggjort eller underlättat det
3. Parterna (den dolda och den öppna ägaren) "får anses" ha förutsatt att egendomen skulle samägas

Det första kravet (1) innebär att egendomen i vart fall måste ha förvärvats under äktenskapet/samboskapet. Det krävs dock inte att båda parterna faktiskt nyttjat egendomen. Högsta domstolen talar i fallet NJA 2008 s. 826, att egendomen ska ha förvärvats för familjens gemensamma bruk. Här bör alltså även införstås sådan egendom som införskaffas till familjens barn, oavsett om de är särkullbarn eller födda inom äktenskapet. Den andra kravet (2) innebär att den dolda ägaren på något sätt måste utfärdat en ekonomisk lättnad för den öppne ägaren. Det ekonomiska bidraget måste emellertid inte ha varit avgörande för förvärvets fullbordan. Det måste dock ha utgått vid förvärvet (vanligen inköpet). Att en sambo står för bensin-, eller parkeringskostnaderna till den andra sambons bil kan således inte föranleda en dold samäganderätt. Fallet NJA 1981 s. 693 hade en man förvärvat en obebyggd tomt till ett reducerat pris av sin sambos pappa. Därefter uppfördes av mannen ett hus på tomten, som blev parets gemensamma bostad. HD bedömde att kvinnans ekonomiska insats, det vill säga att vara släkt med en tomtägare, var tillräckligt för att kravet på ekonomiskt bidrag skulle uppstå. Den sista punkten (3) fordrar att det ekonomiska bidraget (eller möjliggörandet) har skett i syfte att bli samägare till egendomen. Det krävs utöver det också att den öppne ägaren "måste ha insett" att så var syftet. 
Om alla punkter uppfylls, presumeras det att makarna/samborna har ingått en införstådd och tyst (konkludent) överenskommelse om samägande.